# Skogsby
Skogsby è un'area urbana della Svezia situata nel comune di Mörbylånga, contea di Kalmar.
La popolazione risultante dal censimento 2010 era di 569 abitanti.